# Aspect (entreprise)
Pour les articles homonymes, voir Aspect.
Aspect Co. Ltd (アスペクト株式会社, Asupekuto Kabushiki-gaisha) est un studio de développement japonais de jeux vidéo fondé en 1991.
Aspect a développé des jeux pour les consoles Master System, Game Gear, Sega Pico, Mega Drive, Saturn, Super Nintendo, Game Boy Advance, Nintendo DS, et WonderSwan Color. Le studio est notamment connu pour avoir développé plusieurs jeux de la franchise Sonic the Hedgehog pour les consoles Master System, Game Gear et Pico,. Son siège social a toujours été à Toshima mais déménage d'édifice en mai 2005 dans le même arrondissement.

## Jeux développés

### Game Gear
- Ax Battler: A Legend of Golden Axe
- Batman Returns
- Coca Cola Kid[8]
- Deep Duck Trouble starring Donald Duck[8]
- Fatal Fury Special[8]
- Land of Illusion Starring Mickey Mouse
- Legend of Illusion Starring Mickey Mouse[8]
- Lost World: Jurassic Park[8]
- Sonic the Hedgehog 2[8]
- Sonic the Hedgehog Chaos[8]
- Sonic the Hedgehog: Triple Trouble[8]
- Tails Adventure[8]
- Sonic Blast[8]
- Tama & Friends: 3choume Kouen Tamalynpic
- Virtua Fighter Mini

### Master System
- Batman Returns[9]
- Deep Duck Trouble starring Donald Duck[9]
- Land of Illusion Starring Mickey Mouse
- Legend of Illusion Starring Mickey Mouse[9]
- Sonic the Hedgehog 2[9]
- Sonic the Hedgehog Chaos[9]
- Sonic Blast[9]
- Virtua Fighter Animation[9]

### Mega Drive
- Fatal Fury
- Fatal Fury 2 (sons)

### Sega Pico
- Sonic the Hedgehog's Gameworld

### Sega Saturn
- Gaia Breeder
- Super Tempo
- Big Thanks Super Keirin

### Super Famicom/Super Nintendo
- Go Go Ackman 2
- Go Go Ackman 3

### Game Boy Advance
- Naruto: Ninja Council[10]
- Naruto: Ninja Council 2[11]

### Nintendo DS
- Meteos: Disney Edition (codéveloppé avec Platinum Egg et Q Entertainment)
- Naruto: Ninja Council 3[10]
- Mori no Cafeteria DS: Oshare na Cafe Recipe
- Item Getter: Bokura no Kagaku to Mahō no Kankei
- Cosmocats

### Nintendo 3DS
- Power Rangers : Megaforce[12]

### WonderSwan Color
- Makai Toushi SaGa

### PlayStation 2
- Bleach: Erabareshi Tamashii
- Metal Gear Solid 3: Subsistence